# Hermann Kees
Hermann Kees (né le 21 décembre 1886 à Leipzig et mort le 7 février 1964 à Göttingen) est un égyptologue allemand, professeur à l'université de Göttingen.

## Biographie
Hermann Kees est le fils d'un noble propriétaire terrien. À l'issue de sa scolarité au lycée Saint-Antoine de Leipzig (Thomasschule zu Leipzig) en 1905, il étudie l'égyptologie, l'archéologie et l'histoire aux universités de Göttigen et Munich. Il achève ses études en 1911 avec une thèse intitulée Der Opfertanz des ägyptischen Königs (la course rituelle du roi d'Égypte). En 1912, il entreprend son premier voyage d'étude en Égypte.
Après la Première Guerre mondiale à laquelle il prend part dans toute sa durée, il passe son doctorat d'État à l'université de Fribourg-en-Brisgau. À la suite de cela, il obtient un poste de chargé de cours à l'université de Leipzig.
En 1924, on confie à Hermann Kees la direction de la chaire d'égyptologie à l'université de Göttingen. Son enseignement porte principalement sur l'histoire de la religion et les divinités de l'Égypte antique.
Après 1933, il se compromet dans la politique scientifique du national-socialisme. Ainsi, deux célèbres diplômés du séminaire de Göttingen, Georg Steindorff et Hans Jakob Polotsky, durent émigrer. Après guerre, dans le cadre de la dénazification, il est démis de ses fonctions puis mis à la retraite d'office en 1952.
Son remplacement est assuré par les directeurs intérimaires Eberhard Otto de 1946 à 1950, Joachim Spiegel de 1950 à 1952 puis Siegfried Schott en 1952.
De 1951 à 1956, Hermann Kees fut professeur invité à l'université Ain Shams du Caire.

## Publications
- Das alte Ägypten : eine kleine Landeskunde. - Böhlau, Köln 1977. -  (ISBN 3-205-00512-0)
- Der Götterglaube im alten Ägypten. - Berlin : éditions académiques, 1983. -  (ISBN 3-05-000471-1)
- Der Opfertanz des ägyptischen Königs. - Munich, thèse de doctorat, 1911
- Totenglauben und Jenseitsvorstellungen der alten Ägypter. - Berlin : éditions académiques, 1983

## Source
- (de) Cet article est partiellement ou en totalité issu de l’article de Wikipédia en allemand intitulé « Hermann Kees » (voir la liste des auteurs).